# Unterseeboot 702
L'Unterseeboot 702 ou U-702 est un sous-marin allemand (U-Boot) de type VIIC utilisé par la Kriegsmarine pendant la Seconde Guerre mondiale.
Le sous-marin fut commandé le 9 octobre 1939 à Hambourg (H. C. Stülcken Sohn), sa quille fut posée le 8 juillet 1940, il fut lancé le 24 mai 1941 et mis en service le 3 septembre 1941, sous le commandement du Kapitänleutnant Wolf-Rüdiger von Rabenau.
L'U-702 n'endommagea ou ne coula aucun navire au cours de l'unique patrouille (4 jours en mer) qu'il effectua.
Il est coulé par des mines en Mer du Nord, en mars 1942.

## Conception
Unterseeboot type VII, l'U-702 avait un déplacement de 769 tonnes en surface et 871 tonnes en plongée. Il avait une longueur totale de 67,10 m, un maître-bau de 6,20 m, une hauteur de 9,60 m et un tirant d'eau de 4,74 m. Le sous-marin était propulsé par deux hélices de 1,23 m, deux moteurs diesel Germaniawerft M6V 40/46 de 6 cylindres en ligne de 1 400 cv à 470 tr/min, produisant un total de 2 060 à 2 350 kW en surface et de deux moteurs électriques Garbe, Lahmeyer & Co. RP 137/c de 375 cv à 295 tr/min, produisant un total 550 kW, en plongée. Le sous-marin avait une vitesse en surface de 17,7 nœuds (32,8 km/h) et une vitesse de 7,6 nœuds (14,1 km/h) en plongée. Immergé, il avait un rayon d'action de 80 milles marins (150 km) à 4 nœuds (7,4 km/h; 4,6 milles par heure) et pouvait atteindre une profondeur de 230 m. En surface son rayon d'action était de 8 500 milles nautiques (soit 15 700 km) à 10 nœuds (19 km/h).
L'U-702 était équipé de cinq tubes lance-torpilles de 53,3 cm (quatre montés à l'avant et un à l'arrière) qui contenait quatorze torpilles. Il était équipé d'un canon de 8,8 cm SK C/35 (220 coups) et d'un canon antiaérien de 20 mm Flak. Il pouvait transporter 26 mines TMA ou 39 mines TMB. Son équipage comprenait 4 officiers et 40 à 56 sous-mariniers.

## Historique
Il reçut sa formation initiale dans la 5. Unterseebootsflottille jusqu'au 28 février 1942, il rejoint son unité de combat dans la 7. Unterseebootsflottille.
Sa première patrouille est précédée d'un court trajet de Hambourg à Heligoland. Elle commence le 30 mars 1942 au départ d'Heligoland.
L'U-702 est l'un des U-Boote à la plus courte carrière du conflit : il est coulé deux jours après avoir quitté son port d'attache. Il percute une mine mouillée par le sous-marin français Rubis le 21 mars en Mer du Nord à l'ouest du Danemark, à la position approximative 56° 34′ N, 6° 16′ E.
Les 44 membres d'équipage meurent dans ce naufrage.

## Affectations
- 5. Unterseebootsflottille du 3 septembre 1941 au 28 février 1942 (Période de formation).
- 7. Unterseebootsflottille du 1er mars 1942 au 31 mars 1942 (Unité combattante).

## Commandement
- Kapitänleutnant Wolf-Rüdiger von Rabenau du 3 septembre 1941 au 31 mars 1942.

## Patrouille
|       | Commandant                      | Départ       | Départ     | Arrivée      | Arrivée    | Jours   | Succès |
| ----- | ------------------------------- | ------------ | ---------- | ------------ | ---------- | ------- | ------ |
|       | Kptlt. Wolf-Rüdiger von Rabenau | 21 mars 1942 | Hambourg   | 22 mars 1942 | Heligoland | 2 jours |        |
| 1     | Kptlt. Wolf-Rüdiger von Rabenau | 30 mars 1942 | Heligoland | 31 mars 1942 | Coulé      | 2 jours |        |
| Total | Total                           | Total        | Total      | Total        | Total      | 4 jours | 0 t    |

Notes : Kptlt. = Kapitänleutnant